# Liste der Kulturgüter in Möhlin
Die Liste der Kulturgüter in Möhlin enthält alle Objekte in der Gemeinde Möhlin im Kanton Aargau, die gemäss der Haager Konvention zum Schutz von Kulturgut bei bewaffneten Konflikten, dem Bundesgesetz vom 20. Juni 2014 über den Schutz der Kulturgüter bei bewaffneten Konflikten sowie der Verordnung vom 29. Oktober 2014 über den Schutz der Kulturgüter bei bewaffneten Konflikten unter Schutz stehen.
Objekte der Kategorien A und B sind vollständig in der Liste enthalten, Objekte der Kategorie C fehlen zurzeit (Stand: 1. Januar 2023). Unter übrige Baudenkmäler sind weitere geschützte Objekte zu finden, die in der Bau- und Nutzungsordnung der Gemeinde verzeichnet und nicht bereits in der Liste der Kulturgüter enthalten sind.

## Kulturgüter
| Foto | | Objekt | Kat. | Typ | Standort                                               | Beschreibung |
| ---- | --- | --- | ---- | --- | ------------------------------------------------------ | ------------ |
| ja   | Datei hochladen · Wikidata zu Riburg «Bürkli», Teil der spätrömischen Rheinbefestigung und frühmittelalterliche Befestigung (Q19362360) | Riburg «Bürkli», Teil der spätrömischen Rheinbefestigung und frühmittelalterliche Befestigung KGS-Nr.: 00185 | A    | F   | 630171 / 270072                                        |              |
| ja   | Datei hochladen · Wikidata zu Bata Areal (Q810688)                                                                                      | Bata Areal mit Fabriken, Arbeitersiedlung, Kosthaus und Park KGS-Nr.: 09877                                  | A    | G   | Bata-Park 1-58 / Gewerbepark Bata 1-10 630199 / 268876 |              |
| ja   | Datei hochladen · Wikidata zu Fahrgraben, Teil der spätrömischen Rheinbefestigung (Q19362359)                                           | Fahrgraben (Teil der spätrömischen Rheinbefestigung) KGS-Nr.: 11752                                          | A    | F   | 632688 / 270847                                        |              |
| ja   | Datei hochladen · Wikidata zu Untere Wehren, Teil der spätrömischen Rheinbefestigung (Q19362361)                                        | Untere Wehren (Teil der spätrömischen Rheinbefestigung) KGS-Nr.: 11753                                       | A    | F   | 634074 / 270740                                        |              |
| ja   | Datei hochladen · Wikidata zu Christkatholische Kirche St. Leodegar (Q2320228)                                                          | Christkatholische Kirche St. Leodegar KGS-Nr.: 00186                                                         | B    | G   | Kirchsteig 5.2, 5.3 630250 / 267569                    |              |
| ja   | Datei hochladen · Wikidata zu Untere Mühle (Q29580094)                                                                                  | Untere Mühle mit Ökonomiegebäude KGS-Nr.: 15585                                                              | B    | G   | Hauptstrasse 88–90 630828 / 267319                     |              |
| BW   | Datei hochladen · Wikidata zu Landhaus Johann Urban Kym (Q29580082)                                                                     | Landhaus Johann Urban Kym KGS-Nr.: 15586                                                                     | B    | G   | J. U. Kym-Weg 1 631242 / 266876                        |              |
| ja   | Datei hochladen · Wikidata zu St. Wendelinskapelle (Q29580092)                                                                          | St. Wendelinskapelle KGS-Nr.: 15587                                                                          | B    | G   | Zeiningerstrasse 1.2 631219 / 267050                   |              |
| ja   | Datei hochladen · Wikidata zu St. Fridolinskapelle (Q29580087)                                                                          | St. Fridolinskapelle KGS-Nr.: 15588                                                                          | B    | G   | Riburgerstrasse 42.1 630196 / 268630                   |              |
| BW   | Datei hochladen · Wikidata zu Chleematt-Kreuzgasse (spätbronzezeitliches Brandgräberfeld) (Q105653263)                                  | Chleematt-Kreuzgasse (spätbronzezeitliches Brandgräberfeld) KGS-Nr.: 15589                                   | B    | F   | 630226 / 269426                                        |              |
| BW   | Datei hochladen · Wikidata zu Langacher (frühmittelalterliches Gräberfeld) (Q105653362)                                                 | Langacher (frühmittelalterliches Gräberfeld) KGS-Nr.: 15590                                                  | B    | F   | 629801 / 266481                                        |              |
| ja   | Datei hochladen · Wikidata zu Rappertshäusern (Q1481790)                                                                                | Rappertshäusern (mittelalterliche Wüstung) KGS-Nr.: 15591                                                    | B    | F   | 632830 / 270800                                        |              |
| BW   | Datei hochladen · Wikidata zu Thalmatthau (frühmittelalterliche Gräbergruppe) (Q105653458)                                              | Thalmatthau (frühmittelalterliche Gräbergruppe) KGS-Nr.: 15592                                               | B    | F   | 629051 / 266025                                        |              |

## Übrige Baudenkmäler
| ID   | Foto |                                                                    | Objekt                               | Typ | Standort                           | Beschreibung                       |
| ---- | ---- | ------------------------------------------------------------------ | ------------------------------------ | --- | ---------------------------------- | ---------------------------------- |
| 1.18 | BW   | Datei hochladen                                                    | Bauernhaus                           | G   | Brunngasse 8–10 630680 / 267525    |                                    |
| 1.19 | ja   | Datei hochladen                                                    | Alte Kanzlei                         | G   | Bahnhofstrasse 62 630416 / 267490  |                                    |
| 1.20 | BW   | Datei hochladen                                                    | Landhaus                             | G   | Landstrasse 81 631180 / 267074     |                                    |
| 8    | BW   | Datei hochladen                                                    | Wappenrelief (innerhalb Wohnhaus)    | K   | Hauptstrasse 68 630518 / 267490    |                                    |
| 10   | ja   | Datei hochladen                                                    | Bata-Park 3-Etagen-Gebäude (Halle 2) | G   | Gewerbepark Bata 2 630449 / 269639 |                                    |
| 11   | BW   | Datei hochladen                                                    | Bata-Park 3-Etagen-Gebäude (Halle 1) | G   | Gewerbepark Bata 1 630348 / 269577 |                                    |
| 12   | ja   | Datei hochladen                                                    | Wegkreuz (um 1600)                   | G   | Wendolinsgasse 631208 / 267050     |                                    |
| 901  | ja   | Datei hochladen                                                    | Römisch-katholische Pfarrkirche      | G   | Hauptstrasse 25 630475 / 267978    |                                    |
| 902  | ja   | Datei hochladen                                                    | Schulhaus Fuchsrain                  | G   | Schulhausweg 20 630561 / 267842    |                                    |
| 903  | ja   | Datei hochladen                                                    | Restaurant Krone                     | G   | Landstrasse 91 631334 / 267078     |                                    |
| 904  | ja   | Datei hochladen                                                    | Bauernhaus                           | G   | Landstrasse 83 631218 / 267112     |                                    |
| 906  | BW   | Datei hochladen                                                    | Gasthof Löwen                        | G   | Landstrasse 62 631168 / 266990     |                                    |
| 910  | BW   | Datei hochladen                                                    | Wohnhaus (Anbau)                     | G   | Hauptstrasse 82–84 630811 / 267305 |                                    |
| 911  | BW   | Datei hochladen                                                    | Stallscheune                         | G   | Hauptstrasse 78 630767 / 267287    |                                    |
| 913  | ja   | Datei hochladen                                                    | Rösslischeune                        | G   | Hauptstrasse 81 630637 / 267450    | Objektansicht vor Renovation/Umbau |
| 914  | ja   | Datei hochladen                                                    | Wohnhaus                             | G   | Hauptstrasse 68 630516 / 267490    |                                    |
| 916  | ja   | Datei hochladen                                                    | Bauernhaus (Wohnteil)                | G   | Hauptstrasse 54 630506 / 267682    |                                    |
| 918  | BW   | Datei hochladen                                                    | Zehntenhaus                          | G   | Leigrubenstrasse 2 630700 / 267539 |                                    |
| 921  | ja   | Datei hochladen · Wikidata zu Bahnhof Möhlin (Q3097153)            | Bahnhof                              | G   | Dammstrasse 2 629746 / 267974      |                                    |
| 922  | ja   | Datei hochladen                                                    | Melihuus mit Dorfmuseum              | G   | Bachstrasse 20 630286 / 267693     |                                    |
| 923  | ja   | Datei hochladen                                                    | Bauernhaus                           | G   | Bachstrasse 14 630338 / 267722     |                                    |
| 924  | ja   | Datei hochladen · Wikidata zu Reformierte Kirche Möhlin (Q2136973) | Evangelisch-reformierte Kirche       | G   | Kirchstrasse 21 630244 / 267410    |                                    |
| 926  | ja   | Datei hochladen                                                    | Bauernhaus                           | G   | Im Winkel 2 630125 / 268581        |                                    |
| 927  | ja   | Datei hochladen                                                    | Wohnhaus mit Scheune                 | G   | Riburgerstrasse 35 630196 / 268531 |                                    |
| 928  | ja   | Datei hochladen                                                    | Wohnhaus                             | G   | Riburgerstrasse 37 630187 / 268550 |                                    |

Legende: Siehe Legende der Liste der Kulturgüter von nationaler und regionaler Bedeutung. Anstelle der KGS-Nummer wird als Objekt-Identifikator (ID) die Inventar- oder Gebäudenummer in der Bau- und Nutzungsordnung der Gemeinde verwendet.